# Torre de la Reina
Torre de la Reina es un núcleo de población perteneciente al municipio de Guillena, en la provincia de Sevilla, comunidad autónoma de Andalucía, España. En 2018 contaba con 1503 habitantes.

## Monumentos
- Cortijo Torre de la Reina
- Iglesia Parroquial Regina Mundi